# Spálená dolina
Spálená dolina odbočuje z Roháčské doliny směrem na jihozápad. Protéká jí Spálený potok, který v dolní části doliny vytváří Roháčský vodopád.
Její dolní částí vede modře značený turistický chodník z rozcestí Adamcuľa k Roháčským plesům a její horní částí vede zeleně značený turistický chodník od Roháčských ples do Baníkovského sedla. Spadají do ní strmé severní stěny Baníkova (2 178 m n. m.).